# باديا بافيسي (بافيا)
باديا بافيسي (بالإيطالية: Badia Pavese)‏ هي بلدة تقع في مقاطعة بافيا بإقليم لومبارديا في شمال إيطاليا. تبلغ مساحة هذه المدينة 5 (كم²)، وترتفع عن سطح البحر م، بلغ عدد سكانها 435 نسمة في عام 2004 حسب إحصاء المعهد الوطني للإحصاء.

## السكان
في سنة 1861 بلغ عدد السكان 601 نسمة، وتطور العدد ليصل في سنة 2011 لـ 402 نسمة.
يظهر هذا المخطط البياني تطور النمو السكاني لـ باديا بافيسي (بافيا)